# Navahondilla
Navahondilla ist ein zentralspanischer Ort und eine Gemeinde (Municipio) mit 353 Einwohnern (Stand: 2024) in der Provinz Ávila in der Autonomen Region Kastilien-León. Neben dem Hauptort Navahondilla besteht die Gemeinde aus den Ortschaften und Weilern Les Aleguillas, Cañada real, Navahonda, Navapark, Pinar del Valle und Prados.

## Lage und Klima
Navahondilla liegt auf der Ostseite der Sierra de Gredos am südlichen Rand der Provinz Ávila in einer Höhe von ca. 740 m am Río de Avellaneda. Die Entfernung nach Ávila beträgt knapp 45 km (Fahrtstrecke) in nordnordöstlicher Richtung. Das Klima ist gemäßigt bis warm; der Regen  fällt mit Ausnahme der trockenen Sommermonate übers Jahr verteilt.

## Bevölkerungsentwicklung
| Jahr      | 1970 | 1981 | 1991 | 2001 | 2011 | 2021 |
| Einwohner | 186  | 128  | 155  | 152  | 327  | 355  |

## Sehenswürdigkeiten
- Kirche Mariä Himmelfahrt